# Уильямс, Грэм Эван
Грэм Э́ван Уи́льямс (англ. Graham Evan Williams; род. 2 апреля 1938) — валлийский футболист, выступавший на позиции крайнего защитника, впоследствии футбольный тренер. Всю свою карьеру игрока провёл в английском клубе «Вест Бромвич Альбион».

## Клубная карьера
Уильямс родился в Хенллане, Денбишир. Играл за молодёжную команду «Рил Атлетик». В сентябре 1954 года 16-летний Грэм подписал любительский контракт с английским клубом «Вест Бромвич Альбион». В апреле 1955 года подписал первый профессиональный контракт. Дебютировал в основном составе «дроздов» 19 ноября 1955 года в матче против «Блэкпула», сыграв на позиции левого крайнего нападающего. Долгое время играл за молодёжный состав, закрепившись в основном составе лишь к середине сезона 1959/60, уже на позиции левого защитника.
В дальнейшем стал капитаном команды. В 1966 году помог «Вест Бромвичу» выиграть Кубок Футбольной лиги. В следующем году «Вест Бромвич» снова вышел в финал Кубка Футбольной лиги, но на этот раз победу одержал «Куинз Парк Рейнджерс». В 1968 году Уильямс в третий год подряд вывел свою команду на «Уэмбли», на этот раз на матч финала Кубка Англии. «Вест Бромвич» обыграл «Эвертон» со счётом 1:0, а Уильямс поднялся в королевскую ложу, где ему был вручён Кубок Англии.

## Карьера в сборной
6 апреля 1960 года дебютировал в составе национальной сборной Уэльса в матче против сборной Северной Ирландии. В общей сложности провёл за сборную 26 матчей и забил 1 мяч. Последний раз сыграл за сборную 23 октября 1968 года в матче против сборной Италии.

## Тренерская карьера
В 1972 году покинул «Вест Бромвич», став играющим тренером в клубе «Уэймут», в котором проработал до 1975 года. В ноябре 1981 года он был назначен главным тренером валлийского клуба «Кардифф Сити». Был уволен в феврале 1982 года, когда «Кардифф» проиграл 9 матчей из 15. В дальнейшем работал в финском клубе РоПС, с которым выходил в четвертьфинал Кубка обладателей кубков УЕФА. Позднее он работал ассистентом главного тренера сборной Уэльса Бобби Гулда.

## Известные события
Широко известна и стала легендарной цитата Уильямса, связанная с эпизодом его игры против Джорджа Беста.
—	Можешь минутку постоять, чтобы я рассмотрел твоё лицо? – сказал Уильямс Джорджу Бесту.
—	Зачем? – удивился Бест.
—	Потому что я весь матч смотрел только на твою спину, уходящую от меня по флангу. — ответил Уильямс.

## Достижения
- Обладатель Кубка Футбольной лиги: 1966
- Обладатель Кубка Англии: 1968